# 藏南绣线菊
藏南绣线菊（学名：Spiraea bella），为蔷薇科绣线菊属下的一个种。

## 扩展阅读
維基物種上的相關：藏南绣线菊